# Diocesi di Monze
La diocesi di Monze (in latino: Dioecesis Monzensis) è una sede della Chiesa cattolica in Zambia suffraganea dell'arcidiocesi di Lusaka. Nel 2023 contava 459.520 battezzati su 1.759.000 abitanti. È retta dal vescovo Raphael Mweempwa.

## Territorio
La diocesi comprende parte della Provincia Meridionale dello Zambia.
Sede vescovile è la città di Monze, dove si trova la cattedrale del Sacro Cuore di Gesù.
Il territorio è suddiviso in 26 parrocchie.

## Storia
La diocesi è stata eretta il 10 marzo 1962 con la bolla Evangelium salutis di papa Giovanni XXIII, ricavandone il territorio dall'arcidiocesi di Lusaka.

## Cronotassi dei vescovi
Si omettono i periodi di sede vacante non superiori ai 2 anni o non storicamente accertati.
- James Corboy, S.I. † (10 marzo 1962 - 26 novembre 1991 ritirato)
- Paul Lungu, S.I. † (26 novembre 1991 - 29 aprile 1998 deceduto)
- Emilio Patriarca (22 giugno 1999 - 10 febbraio 2014 ritirato)
- Moses Hamungole † (10 febbraio 2014 - 13 gennaio 2021 deceduto)[1]
- Raphael Mweempwa, dal 25 febbraio 2022

## Statistiche
La diocesi nel 2023 su una popolazione di 1.759.000 persone contava 459.520 battezzati, corrispondenti al 26,1% del totale.
| anno | popolazione | popolazione | popolazione | presbiteri | presbiteri | presbiteri | presbiteri                | diaconi | religiosi | religiosi | parrocchie |
| anno | battezzati  | totale      | %           | numero     | secolari   | regolari   | battezzati per presbitero | diaconi | uomini    | donne     | parrocchie |
| ---- | ----------- | ----------- | ----------- | ---------- | ---------- | ---------- | ------------------------- | ------- | --------- | --------- | ---------- |
| 1969 | 42.100      | 490.000     | 8,6         | 47         | 7          | 40         | 895                       |         | 54        | 57        | 13         |
| 1980 | 61.240      | 495.000     | 12,4        | 49         | 7          | 42         | 1.249                     | 1       | 57        | 87        | 16         |
| 1990 | 78.716      | 686.642     | 11,5        | 45         | 14         | 31         | 1.749                     | 1       | 48        | 82        | 20         |
| 1999 | 150.900     | 750.500     | 20,1        | 59         | 28         | 31         | 2.557                     | 1       | 50        | 133       | 21         |
| 2000 | 167.800     | 797.800     | 21,0        | 41         | 17         | 24         | 4.092                     | 1       | 41        | 138       | 21         |
| 2001 | 168.915     | 1.300.000   | 13,0        | 48         | 21         | 27         | 3.519                     | 1       | 40        | 112       | 21         |
| 2002 | 162.724     | 1.300.000   | 12,5        | 40         | 20         | 20         | 4.068                     | 1       | 26        | 107       | 21         |
| 2003 | 163.100     | 1.300.000   | 12,5        | 52         | 23         | 29         | 3.136                     | 1       | 35        | 107       | 21         |
| 2004 | 168.200     | 1.400.000   | 12,0        | 59         | 35         | 24         | 2.850                     | 1       | 34        | 111       | 21         |
| 2007 | 294.000     | 1.467.000   | 20,0        | 71         | 42         | 29         | 4.140                     | 4       | 40        | 106       | 21         |
| 2013 | 397.107     | 1.732.000   | 22,9        | 83         | 50         | 33         | 4.784                     |         | 45        | 118       | 21         |
| 2016 | 404.195     | 1.556.000   | 26,0        | 74         | 52         | 22         | 5.462                     |         | 44        | 121       | 24         |
| 2019 | 418.600     | 1.659.793   | 25,2        | 57         | 40         | 17         | 7.343                     |         | 22        | 14        | 26         |
| 2021 | 435.150     | 1.726.890   | 25,2        | 61         | 42         | 19         | 7.133                     |         | 22        | 14        | 25         |
| 2023 | 459.520     | 1.759.000   | 26,1        | 66         | 47         | 19         | 6.962                     |         | 23        | 10        | 26         |